# Anfíloco
Anfíloco (Ἀμφίλοχος), en la mitología griega, era hijo de Anfiarao y Erifile.
Su padre, Anfiarao, dirigió uno de los siete ejércitos que se lanzó contra Tebas, al estar casado con Erífile que era hermana del rey de Argos, Adrasto, que atacó Tebas para ayudar a su yerno Polinices a recuperar el trono de la ciudad. Este intento resultó un fracaso pero diez años después, otro ejército comandado por los llamados Epígonos, entre los que se encontraban Anfíloco, acaudillados por su hermano Alcmeón, sí logró la conquista de la ciudad.
En algunas versiones, participó en la muerte de su madre Erífile en venganza porque ella había aceptado sobornos en perjuicio de su padre. En otras, este asesinato fue únicamente obra de Alcmeón.
Por otra parte, también se le cita entre los pretendientes de Helena y participante en la guerra de Troya. Puesto que había heredado el don de la adivinación de su padre, tras el fin de la guerra participó, junto a Calcante, en la fundación de varios oráculos en Asia Menor. A veces, sin embargo, se atribuyen estos eventos a un Anfíloco distinto, que se ha denominado Anfíloco el Joven, que sería sobrino del anterior e hijo de Alcmeón y Manto.
Rindieron culto a este héroe como un semidiós en Oropo (frente a Eubea), Malo (Cilicia), Atenas y Esparta.

## Relación con lapenínsula ibérica
-Estrabón, III.4.3.
Estrabón indica, siguiendo a Asclepíades de Mirlea, que Anfíloco, tras la guerra, llegó a la península ibérica y se instaló en la tierra de los «kallaikoi» (galaicos), donde murió y la ciudad tomó su nombre a título póstumo como «Anfilocoi». Incluso Estrabón aseguraba que sus compañeros emprendieron un viaje hacia el interior de la zona tras su muerte.
-Marco Juniano Justino 44.3.4.
La obra de Justino «Epítome de la obra de Pompeyo Trogo» resume una obra de Pompeyo Trogo que se perdió totalmente y que citaba a los anfílocos como un pueblo galaico ligado a la emigración de los griegos. Se considera que la fuente de Trogo pudo ser el propio Asclepíades de Mirlea, a través de un renombrado prisionero de guerra, Timágenes de Alejandría.
-Emilio Hübner, Real Enciclopedia del Mundo Clásico (vol. I, tomo II, columnas 1937-1938).
Este autor opina que dar tal identificación de anfílocos con pueblos del Noroeste peninsular radicaba en la analogía de ciertos nombres célticos que empezaban por “ambi-” (como los «ambimogidus»), y que encontramos como denominación de pueblos en las zonas de Galicia.
Un caso parecido se produce sobre una ciudad del golfo de Ambracia, «Argos Anfiloquia» (enfrente de la actual Corfú), ya que una tradición indicaba que esta ciudad fue fundada por Anfíloco y que sus habitantes se llamaban «anfilocoi». No obstante, las investigaciones actuales opinan que la relación de Anfíloco con la península ibérica vino sugerida por las similitudes fonéticas y por Hecateo de Mileto. 
-Flavio Arriano, Anábasis de Alejandro Magno II.16.
Arriano recoge textos actualmente perdidos de Hecateo de Mileto que contaban que Gerión (futuro legendario rey de Tartessos), fue en realidad un rey de la región de Ambracia y por ello rey de los anfílocos. Fue allí donde Heracles le quitó a Gerión los bueyes de pelo de oro, y en esa lucha pereció también el perro guardián y el boyero. 
Esta asociación de Anfíloco con la península ibérica se enmarca, según diferentes estudiosos, dentro de un proceso de occidentalización de algunos mitos que se dio en el periodo helenístico, en el que la ubicación de algunas de las hazañas de Heracles —como el robo del ganado de Gerión o el de las manzanas del jardín de las Hespérides— se movió a lugares que se consideraban como los límites del mundo civilizado. Junto a ello, se dio simultáneamente una tendencia en el Mediterráneo occidental a ennoblecer el origen de algunas de sus ciudades al asociarlas a algunos de los héroes supervivientes de la guerra de Troya.
| Predecesor: Anfiarao | Reyes de Argos | Sucesor: Esténelo |